# NRW.Bank

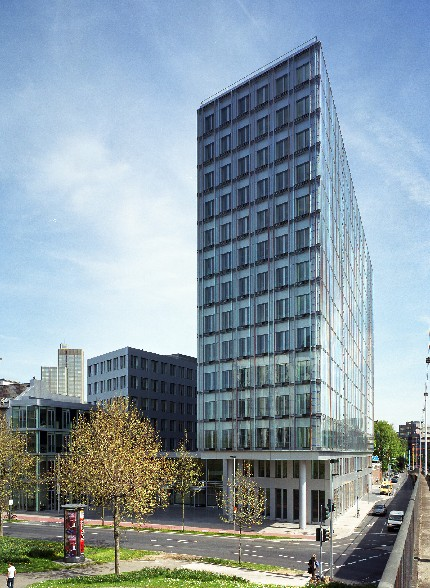
Siège de la NRW.Bank à Düsseldorf

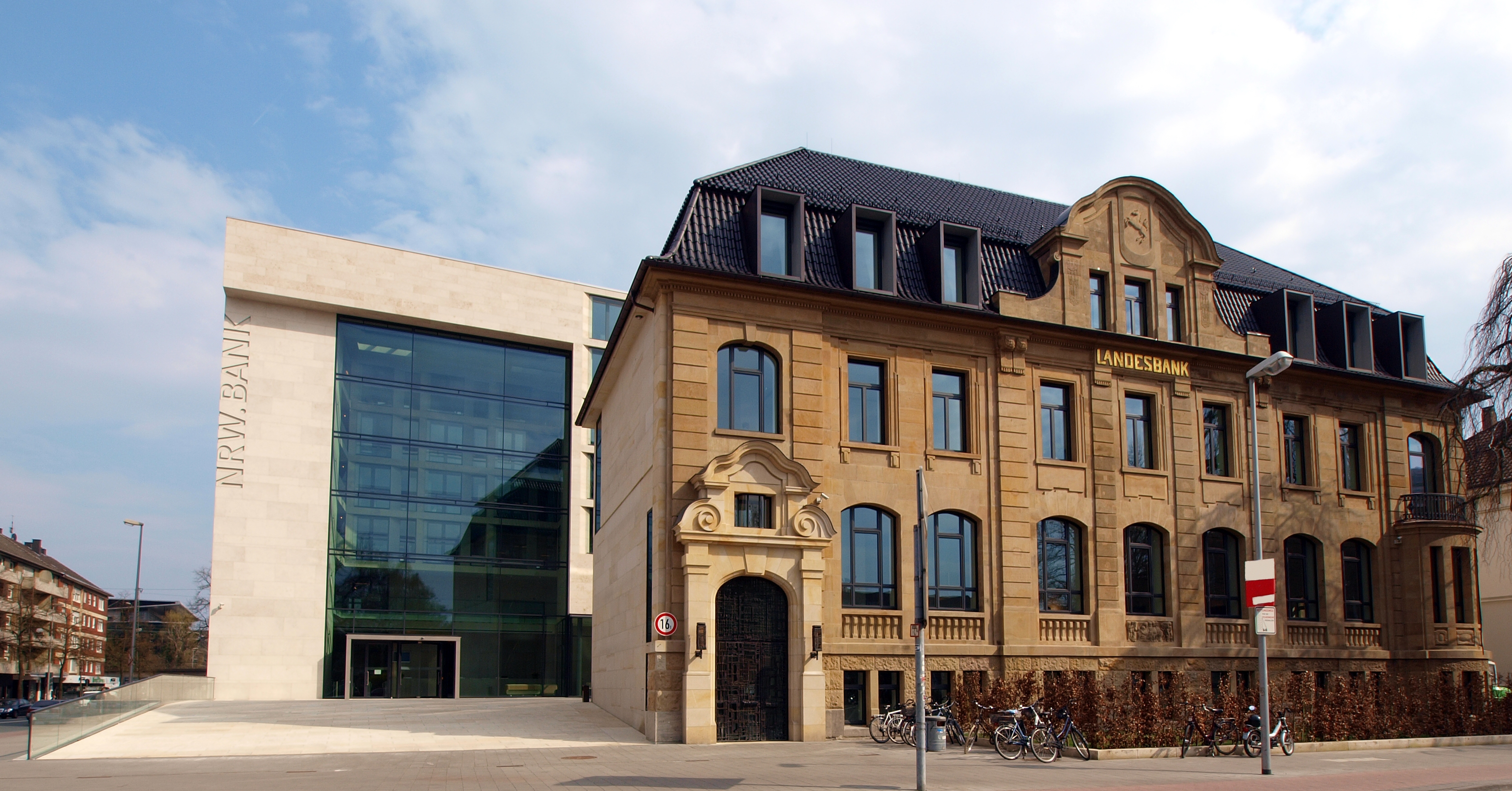
Siège de la NRW.Bank à Münster

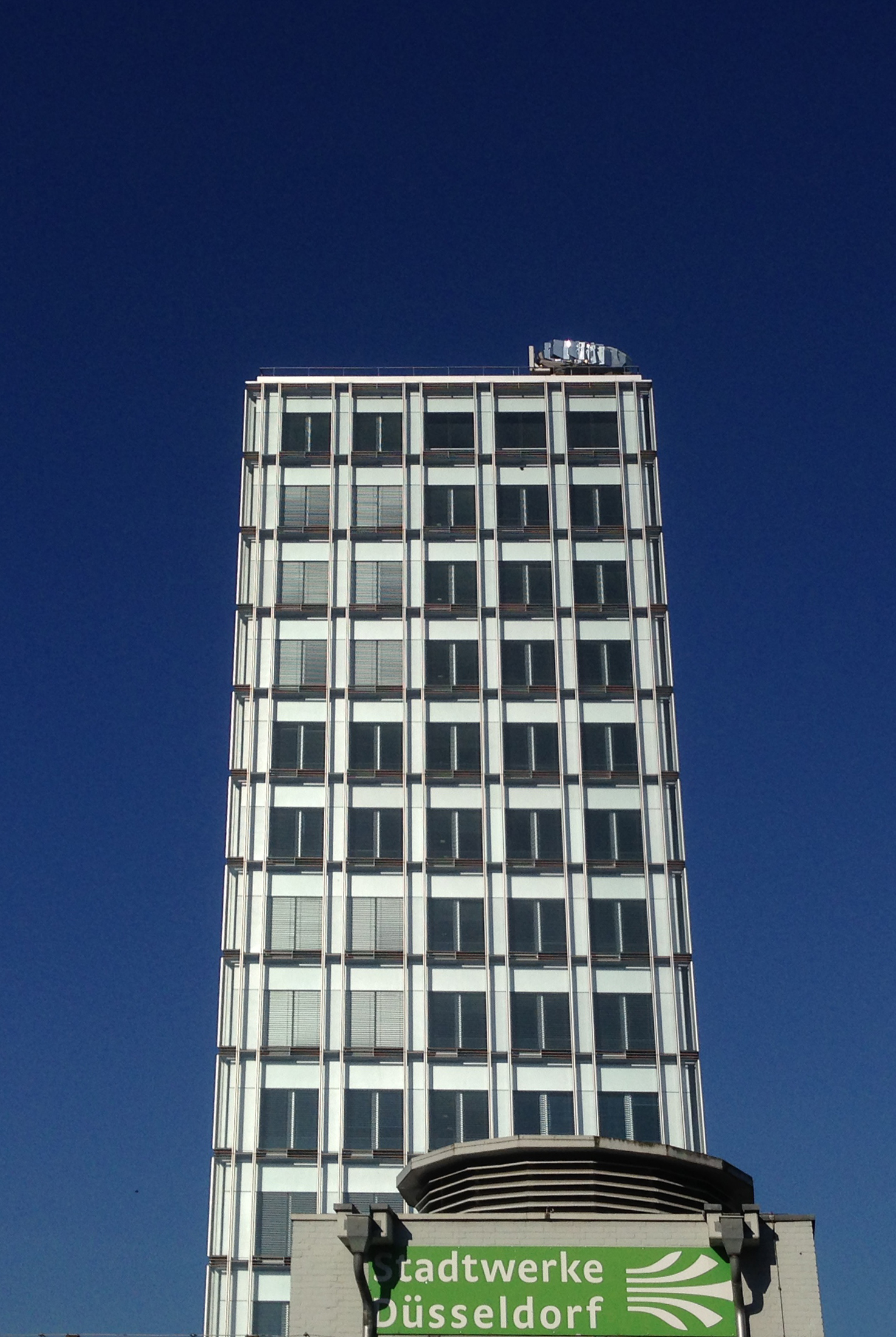
NRW.Bank Düsseldorf, vue depuis la Reichsstraße

La NRW.Bank (orthographe officielle : NRW.BANK) est la banque de financement de la Rhénanie-du-Nord-Westphalie (NRW), avec des sièges à Düsseldorf et Münster. Sa forme juridique est celle d’une institution de droit public. Le seul propriétaire de la banque est l'État de Rhénanie-du-Nord-Westphalie.

## Mission
La NRW.Bank est la banque de financement de la Rhénanie-du-Nord-Westphalie, ayant pour mission publique de soutenir l'État et ses collectivités locales dans l'accomplissement de leurs tâches, en particulier dans les domaines de la politique structurelle, économique, sociale et du logement. Cette mission est fondée sur l'article 5, alinéa 1 de ses statuts.
Les instruments utilisés incluent principalement des prêts de financement à des conditions avantageuses ou des possibilités de taux d’intérêt à long terme, la fourniture de capital propre et de financement mezzanine, des partages de risques avec les banques partenaires ainsi que des services de conseil. Au-delà des activités bancaires classiques, la NRW.Bank assume également, en tant que partenaire de l'État, des fonctions de service dans le cadre de subventions,. Elle agit de manière neutre sur le plan de la concurrence. Elle accorde principalement des prêts de financement dans le cadre du processus de banque principale et agit en tant que partenaire des banques et des caisses d'épargne allemande. Le processus de banque principale est un modèle dans lequel les fonds publics de financement sont demandés et versés par l'intermédiaire de la banque principale du demandeur. La banque principale évalue la solvabilité, transmet la demande à la banque de financement et accorde les fonds à des conditions avantageuses, partageant parfois les risques avec la banque de financement,. De plus, la NRW.Bank est indépendante du budget de l'État ; elle finance ses activités de financement non pas avec le budget de l'État, mais à partir de ses propres revenus.

### Économie
Dans le domaine de l'économie, elle assure et améliore la structure des petites et moyennes entreprises. En outre, elle propose un soutien à la création d'entreprises,. Ses offres s'adressent aux PME, aux start-ups et scale-ups, ainsi qu'aux indépendants et aux entrepreneurs. Elles comprennent des prêts de financement à taux avantageux pour les fonds de roulement et les investissements. Ces prêts sont complétés par des financements mezzanine et en capital pour les jeunes entreprises et les PME,.
Elle soutient particulièrement les processus de transformation dans des domaines tels que la digitalisation, la durabilité, l'efficacité des ressources et la mobilité électrique. L’offre comprend des prêts de financement et des produits en capital propre ainsi que des conseils sur les financements publics d'autres acteurs tels que le Land, l'état fédéral allemand et l'UE,,.

### Logement
La NRW.Bank soutien de manière globale le logement et le cadre de vie en Rhénanie-du-Nord-Westphalie. Ses activités comprennent le financement de la construction de logements, la modernisation des bâtiments existants, ainsi que des mesures visant à améliorer l'efficacité énergétique et à atteindre les objectifs environnementaux et climatiques pour les biens immobiliers résidentiels,,.
Un axe principal de son action est la promotion du logement public, conformément à la loi sur la promotion du logement en NRW. Des prêts subventionnés sont accordés aux demandeurs par l'intermédiaire des villes et communes, sur la base du programme de promotion du logement (WoFP) et des directives de financement de l'État. Ces programmes visent la création, la modernisation et la préservation de logements, notamment de logements locatifs, de logements en propriété occupés par le propriétaire,, ainsi que de logements destinés à un public cible tels que les personnes en situation de handicap, les apprentis et les étudiants.
La NRW.Bank complète la promotion du logement public de l'État par ses propres programmes de financement destinés aux particuliers souhaitant acquérir, construire ou moderniser leur logement.

### Infrastructures et communes
La NRW.Bank soutient les communes et les entreprises communales en Rhénanie-du-Nord-Westphalie en leur offrant des prêts à faible taux d'intérêt et à long terme, ainsi qu'une offre de conseils pour la réalisation de projets d'infrastructure communaux. Ces prêts, accordés directement, couvrent tous les domaines de l'infrastructure communale. Par exemple, les investissements dans la protection du climat ou l'éducation bénéficient de taux d'intérêt supplémentaires avantageux.

### Refinancement
La NRW.Bank se refinance sur le marché international des capitaux de manière indépendante du budget de l'État, ses emprunts étant garantis par une garantie de refinancement de l'État.
En 2013, elle a été la première banque régionale de financement en Allemagne à émettre une obligation verte pour refinancer des projets écologiques en Rhénanie-du-Nord-Westphalie. Depuis lors, la NRW.Bank émet chaque année des obligations écologiques,. En 2020, elle a également émis, en tant que première banque de financement allemande, une obligation sociale d'une valeur de 1 milliard d'euros.

## Structure et organisation
Conformément à l’article 7, paragraphe 1 des statuts, les organes de la banque sont le Directoire, le conseil de surveillance et l’Assemblée des garants. Tandis que le Directoire dirige la banque, son activité est contrôlée par le Conseil de surveillance. L’assemblée des garants assume les fonctions juridiques d’une assemblée générale, comme dans une société anonyme.

## Histoire

### Antécédents
L'histoire de la NRW.Bank commence en 2001 avec ce que l'on appelle la Compréhension I, dans laquelle la Commission européenne et le gouvernement fédéral s'accordaient à dire que les garanties de responsabilité d'État pour les banques régionales allemandes et les caisses d'épargne devraient être supprimées pour des raisons de concurrence à partir de 2005. La forme juridique des banques de droit public devait néanmoins rester inchangée. Dans un accord ultérieur, la Compréhension II du 1er mars 2002, la Commission européenne et le gouvernement fédéral ont créé des règles spéciales pour les banques de financement juridiquement autonomes, dont les activités structurelles et de financement ne créaient pas de distorsion de la concurrence.
En conséquence, la Westdeutsche Landesbank Girozentrale a été scindée en une entité privée, la WestLB AG, et une banque publique, la Landesbank NRW, prédécesseur de la future NRW.Bank,.

### Création de la NRW.Bank et expansion des financements
Le 31 mars 2004, le Landtag de Rhénanie-du-Nord-Westphalie a adopté la loi sur la restructuration de la Landesbank NRW en une banque de financement pour la Rhénanie-du-Nord-Westphalie. La banque a ainsi officiellement obtenu le statut de banque de financement, avec une responsabilité institutionnelle et une garantie de l'État maintenues à long terme. Elle a également pris le nom de NRW.Bank, sous lequel elle opère depuis lors. Les sièges de la banque ont été établis à Münster et Düsseldorf.
La loi de restructuration a également introduit une garantie explicite pour la NRW.Bank par ses porteurs de garanties. Cette responsabilité solidaire légalement prescrite a conduit à une pondération de solvabilité de « zéro » pour les émissions émises par la NRW.Bank. Ce que l'on appelle la solva-null signifie que les établissement de crédit n'ont pas besoin de couvrir ces créances avec un capital propre garanti.
À partir de 2005, la NRW.Bank a élargi son offre de produits et a développé des programmes de financement supplémentaires pour les créateurs d'entreprises, les PME et les municipalités. Après la tempête Kyrill de 2007, la banque a proposé pour la première fois des crédits d'urgence dans le cadre de son programme d'aide,. En réponse à la crise financière, la NRW.Bank a lancé un service téléphonique pour aider les entreprises à choisir les offres de financement appropriées. À l'automne 2009, la NRW.Bank a déménagé dans un nouveau bâtiment à Münster.
En janvier 2010, la Wohnungsbauförderungsanstalt Nordrhein-Westfalen (Wfa) a été intégrée à la NRW.Bank en tant que département de financement du logement. La NRW.Bank a repris toutes les tâches et activités de la Wfa et a hérité de ses droits et obligations. Les actifs de la Wfa sont restés au sein de la NRW.Bank et sont devenus son capital social.
Le 1er janvier 2017, la NRW.Bank a lancé en collaboration avec le Land NRW le programme de financement NRW.BANK.Gute Schule 2020. Dans le cadre de ce programme, les municipalités ont reçu annuellement 500 millions d'euros pendant quatre ans pour des travaux de rénovation, de modernisation et des projets de numérisation dans les écoles. L'État a pris en charge toutes les obligations de remboursement et les intérêts, ce qui a permis aux municipalités de bénéficier gratuitement de ce programme. La même année, la NRW.Bank a été récompensée par l'ADFC comme employeur favorable au vélo,.
En 2019, la NRW.Bank a déménagé dans des bureaux situés dans l'ancienne centrale de la WestLB, au 15 Herzogstraße à Düsseldorf. En 2024, des travaux de construction ont commencé à Düsseldorf pour un nouveau bâtiment sur le site de l'ancien ministère de l'Intérieur, où la NRW.Bank devrait ouvrir un autre bureau,.

### Aide en cas de crise et nouveaux développements
Depuis 2020, la banque a de nouveau proposé des offres de soutien pour les situations de crise. Dans le cadre de la pandémie de Covid-19, des financements ont été proposés principalement pour les créateurs d'entreprises, les entreprises et les municipalités,,. Après les inondations de 2021, la banque a mis en place des programmes de financement pour soutenir les sinistrés,.